# دوروثي كان هاميلتون
دوروثي كان هاميلتون (بالإنجليزية: Dorothy Cann Hamilton)‏ هي طاهية أمريكية، ولدت في 25 أغسطس 1949، وتوفيت في 16 سبتمبر 2016.